# Highgate (Vermont)
Highgate es un pueblo ubicado en el condado de Franklin en el estado estadounidense de Vermont. En el año 2010 tenía una población de 3.535 habitantes y una densidad poblacional de 22,79 personas por km².

## Geografía
Highgate se encuentra ubicado en las coordenadas 44°57′4″N 73°3′51″O / 44.95111, -73.06417.

## Demografía
Según la Oficina del Censo en 2000 los ingresos medios por hogar en la localidad eran de $41,556 y los ingresos medios por familia eran $44,697. Los hombres tenían unos ingresos medios de $30,342 frente a los $25,000 para las mujeres. La renta per cápita para la localidad era de $16,505. Alrededor del 10% de la población estaba por debajo del umbral de pobreza.